# 京都寺社等同時放火事件
京都寺社等同時放火事件（きょうとじしゃとうどうじほうかじけん）は、1993年（平成5年）4月24日から4月25日に京都府京都市内で発生した放火ゲリラ事件。
日本の新左翼の中核派幹部が本事件の犯人として逮捕・起訴されたが、一・二審で無罪判決を言い渡された結果、無罪が確定した。

## 事件の発端
1993年4月に明仁天皇の沖縄行幸が、また6月には皇太子御成婚式典が予定されていた。新左翼各派は日本各地で皇室を標的としたテロ事件、反皇室闘争を続発させていた。

## 事件の概要
1993年4月24日午後10時頃、霞会館京都支所と太秦警察署梅津警察官派出所で、時限式発火装置が発火、爆発とともに霞会館の窓ガラスや派出所の裏口のアルミ製ドアが破損する被害が出た。
事件当時、霞会館には宿泊客や管理人がいたが無事だった。派出所では警察官2人が勤務していたが、爆発現場の反対側で受付をしていたため、怪我はなかった。
そして翌日4月25日午前3時35分には、京都市内の青蓮院、仁和寺、三千院、田中神社が相次いで放火された。このテロにより、青蓮院の茶室「好文亭」と田中神社拝殿が全焼し、仁和寺と三千院の建築物の一部が焼失した。
京都府警察の現場検証で各寺社から乾電池とリード線、時限式発火装置の残骸が発見された。後の捜査で消火器爆弾より威力の弱い合成樹脂爆弾が使用されていることが判明した。
今回被害にあった霞会館は、「皇室の藩屏」とされた旧華族の親睦会の会館で、また青蓮院、仁和寺、三千院は門跡寺院として有名であるなどいずれも皇室に縁のある施設であった。
1993年4月30日、中核派は「革命軍軍報」を各マスコミに郵送した。そこには「（この事件は）日帝権力を震撼させ、訪沖中の天皇の度肝を抜いた」とし、天皇にまつわる諸施設は徹底的に破壊されて当然と主張した。

## 事件後
1993年5月11日、西本願寺で僧侶ら150人を集めて中核派ゲリラの研修会が開かれた。研修会では中核派の爆弾ゲリラの手口をビデオで鑑賞した後、七条警察署（現・下京警察署）の幹部が不審物の点検を入念に行うよう要請した。
1993年5月21日、京都府教育委員会は仁和寺で文化財保護指導委員ら200人を集めて連絡協議会を開き、防災設備の見直しなどを呼びかけた。協議会では中核派の爆弾ゲリラの手口をビデオで紹介した後、仁和寺の自衛消防体制について説明した。

## 捜査
1993年12月2日、京都府警察警備部は中核派幹部（当時50歳）を本事件に対する非現住建造物等放火、建造物侵入容疑で逮捕した。1991年9月19日に滋賀県甲賀郡石部町（現・湖南市）にある中核派アジトを摘発した際に押収したゲリラ計画資料や青蓮院で発見された遺留物から、京都府警察は中核派幹部の犯行と断定した。
1993年12月24日、京都地検は中核派幹部を本事件に対する非現住建造物等放火、建造物侵入罪で起訴した。

## 刑事裁判
1994年3月14日、京都地裁（森下康弘裁判長）で初公判が開かれ、中核派幹部は「臭気による個人識別は不可能で、犬には反対尋問もできない。証拠のデッチ上げだ」と主張した。また、弁護側は「犯行日時が特定されていない」として公訴棄却を求めた。
1998年2月16日、論告求刑公判が開かれ、検察側は「中核派の組織的犯行。指導的立場にあり、実行行為者でもある被告人の責任は重い」として懲役5年を求刑した。
1998年3月16日、最終弁論が開かれ、弁護側は「検察側が有力な証拠とする警察犬の臭気選別には科学的根拠がない」として改めて無罪を主張し、結審した。
1998年10月22日、京都地裁（正木勝彦裁判長）で判決公判が開かれ、警察犬の臭気選別について「本来、補強的に用いるもの。本件では（臭気選別の）方法が不適切で被告人を犯人とする証明が不十分」として無罪判決を言い渡した。京都地検は判決を不服として控訴した。
2001年9月28日、大阪高裁（豊田健裁判長）は「本件の臭気選別の結果では犯人性の根拠とはできない」として一審・京都地裁の無罪判決を支持、検察側の控訴を棄却した。控訴審では、検察側とは別の警察犬を使って臭気選別をした結果、15回中1回も正解がなく、「（犬が）何か別の選別根拠で選別しているのではないかという疑問を禁じ得ない」として検察側の主張を全面的に退けた。